# 青山佳樹
青山 佳樹（あおやま よしき、1973年 - ）は、日本のバレエ、モダンダンサー、振付家。奈良県出身。
現在は東京都中野区を拠点に活動。
2014年10月より中野区観光大使に就任。
ワイデワンダンススクール・カンパニー主宰。
舞台、イベント、TV、CM、ミュージックビデオなどで活躍中。

## 受賞歴
- 日本ジャズダンス芸術協会主催　第15回JDAダンスコンクールにて「第1位」（ユニットANY TIME）
- 第17回同コンクールにてソロ作品「第2位」受賞。
- 韓国・慶州 世界文化エキスポ2011「世界ダンスフェスティバル」ユニット「粋蓮」として、招聘出演・振付作品2作品を出品。

## 主な出演
- シェラトン・グランデ・トーキョーベイ・ホテル主催イベント「シェラトン夏祭り2014」
- 中野にぎわいフェスタ2014
- 新国立劇場オペラ「トゥーランドット」ダンサー出演
- 日本ジャズダンス芸術協会主催「ジャズダンスフェスティバル」
- 埼玉県舞踊協会主催　コレオグラファーの目Vol.12「足袋ｎｃｅ＠能楽堂」－Tabince－（2014年）
- YUJI SATO BALLET FESTA 4(2015年)

## 主な振付作品
- 「緑の月」（2010年）
- 「ええじゃないか」、「新月」（2011年。世界ダンスフェスティバル招聘作品）
- 「Reflection -心の鏡-」（2012年）
- 「5人で奏でるオーケストラ」(2014年）
- 「チャイコフスキー ピアノ協奏曲第1番 変ロ短調作品23より第1楽章」、「ラプソディ」（2015年）